# Brian Morgan
Brian Morgan (* 16. Juli 1968) ist ein englischer Snookerspieler aus Essex. Ab 1989 spielte er 17 Jahre lang als Profi auf der Main Tour.

## Karriere

### Auf und ab der ersten Profijahre
Bereits mit 16 Jahren spielte Brian Morgan in den Turnieren der WPBSA Pro Ticket Series, um auf die Profitour zu kommen, doch zunächst erfolglos. 1988 wurde er Weltmeister in der Altersklasse U21. Ein Jahr später schaffte er es in die Professional Play-offs und gewann dann das entscheidende Spiel gegen Pascal Burke mit 9:0. So bestritt er 1989/90 seine erste Profisaison. Gleich im ersten Turnier, bei den Hong Kong Open, erreichte er die Runde der Letzten 32. Bei den International Open kam er etwas später sogar bis ins Viertelfinale und besiegte dabei den 8. der Weltrangliste, den Nordiren Dennis Taylor, mit 5:4. Weltmeister Steve Davis war dann aber zu stark für ihn. Beim Classic 1990 erreichte er ein weiteres Mal die Runde der Letzten 8 und schied erneut gegen Davis aus. Damit begann er seine Karriere auf Platz 42 der Rangliste. Dies konnte er aber in den folgenden beiden Jahren nicht bestätigen. Im zweiten Jahr dauerte es bis zur Weltmeisterschaft, bis er überhaupt wieder ein Match gewann. Im Jahr darauf gewann er zwar wieder regelmäßig, kam aber nicht über die Letzten 32 hinaus. Zwischenzeitlich fiel er damit bis auf Platz 61 zurück.
In der 1992/93 war er bei den Turnieren eigentlich auch nicht erfolgreicher bis auf zwei Ausnahmen: das zweite Turnier der Strachan Challenge und die Weltmeisterschaft. Beim Challenge-Turnier erreichte er das Halbfinale und damit eine neue Bestmarke bei Profiturnieren. Allerdings war es ein Turnier mit reduzierten Ranglistenpunkten. Immerhin besiegte er Spieler wie Silvino Francisco und Mick Price. Bei der WM schlug er in der Runde der Letzten 64 Alex Higgins mit 10:1, was vor allem deshalb Schlagzeilen machte, weil der exzentrische Nordire ihn anschließend beschuldigte, gedopt gewesen zu sein. In der nächsten Runde schlug Morgan dann erneut Silvino Francisco und zog erstmals in die Hauptrunde im Crucible Theatre ein. Dort verlor er allerdings sein erstes Match mit 5:10 gegen Neal Foulds. Im Jahr darauf erreichte er wieder ein Halbfinale, bei der Benson & Hedges Championship besiegte er unter anderem den Weltranglisten-20. Tony Drago und verlor erst in der Vorschlussrunde gegen Ronnie O’Sullivan. Allerdings gab es für das Qualifikationsturnier keine Ranglistenpunkte. Umso mehr Punkte bekam er dafür bei der Weltmeisterschaft. Mit einem Sieg über Dean Reynolds kam er zum zweiten Mal ins Crucible und dort bezwang er die Nummer 12 der Welt Martin Clark mit 10:9 und 57:41 im Entscheidungsframe. Das Erreichen des Achtelfinals, das er mit 9:13 gegen James Wattana verlor, war sein bestes WM-Resultat. Weitere Top-32- und Top-48-Ergebnisse kamen über die Saison hinzu und so gelang ihm erstmals der Sprung unter die Top 32 der Rangliste. Im Jahr darauf erreichte er bei drei Turnieren, darunter die beiden wichtigsten, die UK Championship und die WM, die Runde der Letzten 32 und 1995 mit Platz 27 seine höchste Karriereplatzierung.

### Top-32-Jahre
Es folgte eine schlechte Saison, in der er nur noch beim Thailand Classic unter die Letzten 32 kam und ansonsten alle Auftaktmatches verlor. Aber bereits in der 1996/97 machte er alles wieder wett. Schon beim ersten Turnier, dem ebenfalls in Thailand ausgetragenen Asian Classic, stand er zum einzigen Mal in seiner Karriere in einem Finale eines Ranglistenturniers. Er schlug reihenweise Topspieler wie Tony Drago, Jimmy White, Ken Doherty und sogar den Weltmeister und Weltranglistenersten Stephen Hendry und gab sich im Endspiel erst nach langem Kampf Ronnie O’Sullivan mit 8:9 geschlagen. Direkt im Anschluss gewann er die Benson & Hedges Championship, wobei er diesmal gegen Drew Henry im Finale mit 9:8 gewann. Durch den Sieg bekam er eine Wildcard für das Masters 1997. Durch einen weiteren Sieg über Tony Drago kam er ins Achtelfinale, wo er diesmal gegen Stephen Hendry verlor. Danach ließen die Ergebnisse wieder nach, aber bei der WM schaffte er es noch ein viertes Mal ins Crucible. Im nächsten Jahr bestätigte er mit weiteren Top-32-Ergebnissen seine Leistung und kehrte auf Platz 27 der Weltrangliste zurück.
In der Saison 1998/99 gab es dann wieder mehr Höhepunkte. Schon beim Grand Prix schaffte er es bis ins Achtelfinale. Nach dem Jahreswechsel wiederholte er das Ergebnis bei den Scottish Open. Noch eine Runde weiter kam er beim British Open unter anderem nach einem Sieg über den Weltranglisten-8. Alan McManus. Im Jahr darauf waren die China Open der Höhepunkt, wo er unter anderem mit einem Sieg über Steve Davis zum zweiten Mal in seiner Karriere in einem Halbfinale stand, das er knapp mit 5:6 gegen Ronnie O’Sullivan verlor. Den einzelnen Erfolgen standen aber auch immer schwächere Ergebnisse bei den anderen Turnieren gegenüber, so dass er in der Rangliste keine Fortschritte machte, sondern sich sogar leicht rückwärts bewegte. In der Saison 2000/01 fiel er schließlich wieder aus den Top 32 heraus. Zwar erreichte er das Viertelfinale beim Grand Prix nach Siegen über Stephen Hendry und mit Peter Ebdon einen weiteren Top-16-Spieler und stand nach einem Sieg über John Parrott im Achtelfinale der UK Championship, andererseits verlor er auch 6 Mal sein Auftaktmatch. Bei der WM 2001 verlor er zum vierten Mal in Folge die entscheidende Partie um den Einzug ins Hauptturnier durch eine 9:10-Niederlage gegen den weit hinter ihm platzierten Nick Dyson.

### Karriereende
In den nächsten Jahren kämpfte er dann mehr um den Verbleib in den Top 64 als um die Rückkehr in die vorderen Regionen. Mit einzelnen Erfolgen wie dem Achtelfinale bei den Welsh Open 2002, den British Open 2002 und dem Irish Masters 2004 rettete er immer wieder die Saisonbilanz. Dazu schaffte er es immer wieder, in die Runde der Letzten 32 vorzudringen, insgesamt platzierte er sich in seiner Karriere alleine bei den Ranglistenturnieren 39 Mal unter den Letzten 32 oder besser, konnte aber kein Turnier gewinnen. Zwei Profiturniere ohne Ranglistenpunkte beendete er siegreich, nach der Masters-Qualifikation 1996 gewann er 2001 ein Turnier der kleineren WSA Open Tour mit einem 5:2-Sieg über Leo Fernandez im Endspiel. 2004/05 erreichte er aber in keinem Turnier mehr die Letzten 32 und gewann überhaupt nur noch 2 Partien und als er 2005/06 bei überhaupt nur noch 6 vorhandenen Ranglistenturnieren keine zweite Runde sah, fiel er aus den Top 64 heraus und verlor damit mit 38 Jahren seinen Profistatus.
Morgan versuchte auch nicht, wieder auf die Main Tour zurückzukehren. Er hatte eine Pilotenausbildung absolviert und wurde Verkehrspilot bei einer Fluggesellschaft. Tatsächlich brachte er auch seinen Freund und Trainingspartner Ali Carter dazu, eine Pilotenlizenz zu erwerben, wofür dieser den Spitznamen The Captain erhielt.
Erst als die Profitour um 2010 wieder attraktiver wurde, nahm er noch einmal an der PIOS-Qualifikationstour teil und erreichte immerhin einmal ein Achtelfinale. Außerdem spielte er 2011 bei drei Turnieren der Players Tour Championship und überstand bei der Kay Suzanne Memorial Trophy die Amateurqualifikation und kam ins Hauptturnier.

## Erfolge
Ranglistenturniere:
- Finale: Asian Classic (1996)
- Halbfinale: China Open (1999), Strachan Challenge (Minor Ranking, 1993 – Event 2)
- Viertelfinale: International Open (1989), Classic (1990), British Open (1999), Grand Prix (2000)

Andere Profiturniere:
- Sieger: Benson & Hedges Championship (1996), WSA Open Tour (2001 – Event 2)
- Halbfinale: Benson & Hedges Championship (1993)

Amateurturniere:
- U21-Weltmeister (1988)